# Chotyłów

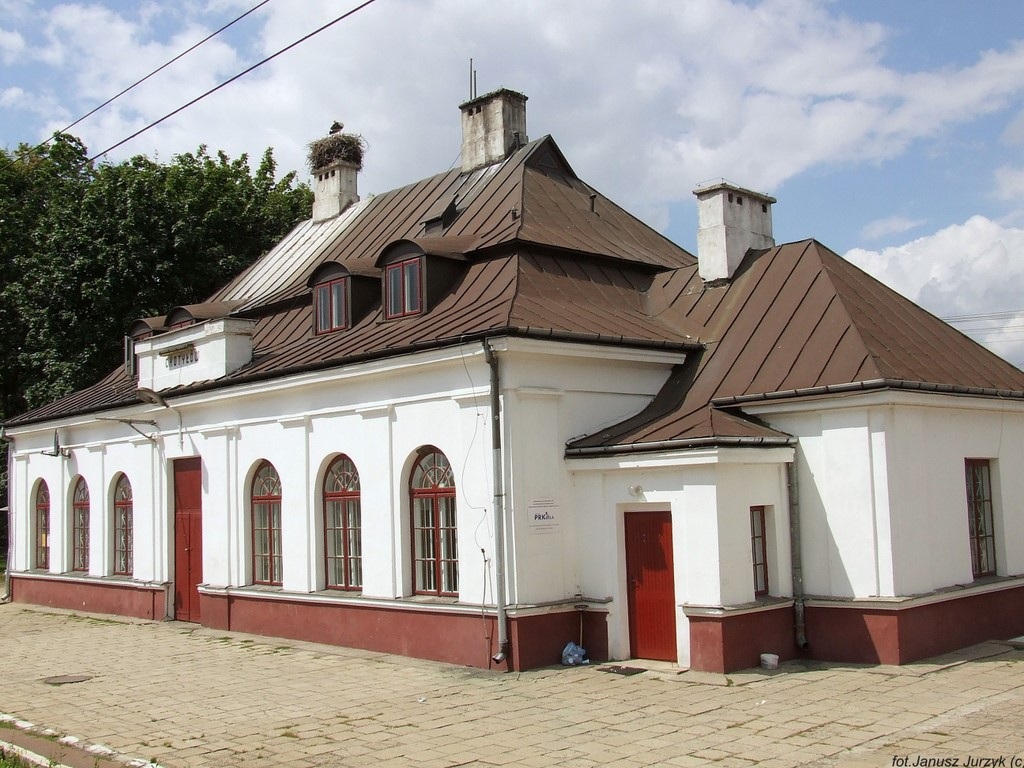
Budynek stacji w Chotyłowie

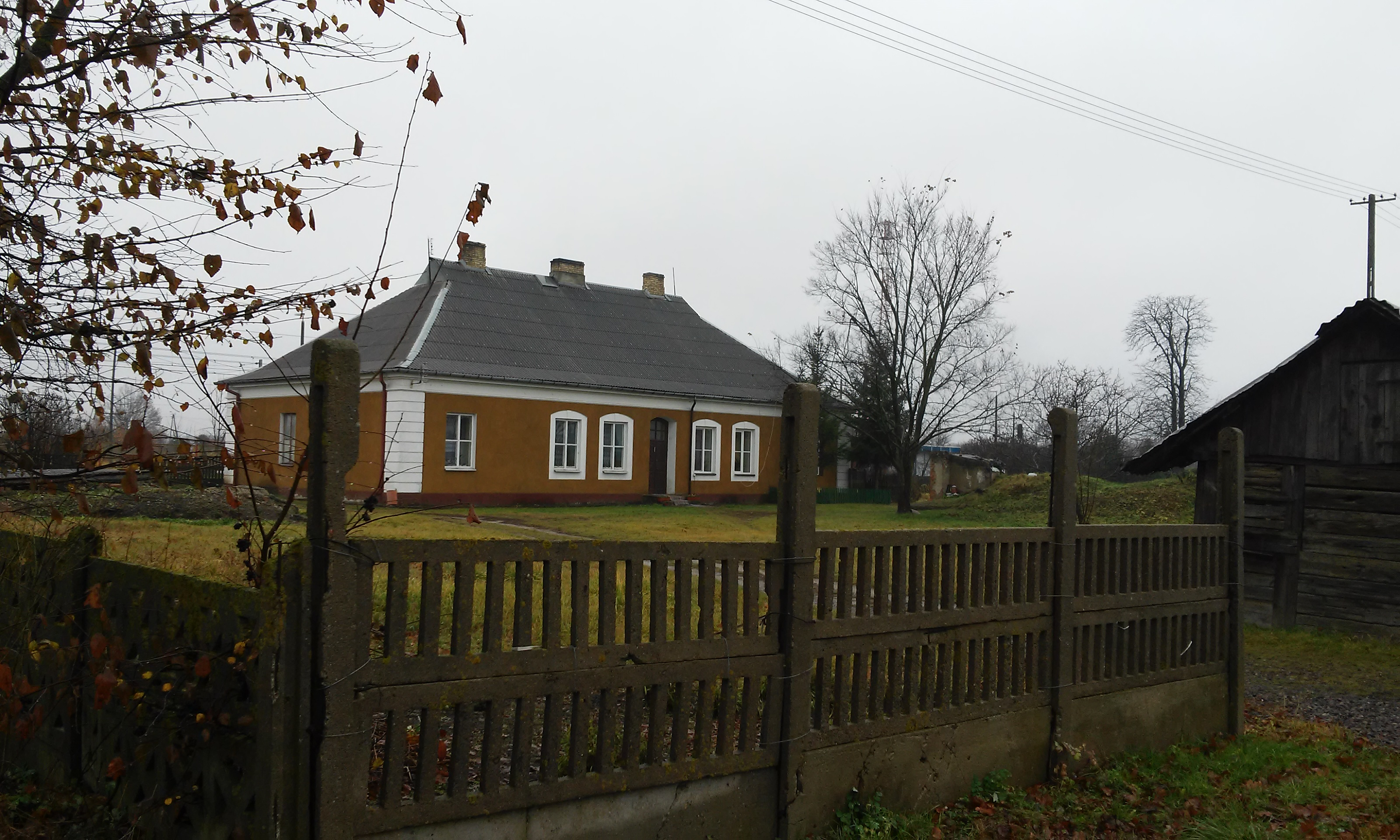
Zabytkowy dom dróżnika w Chotyłowie

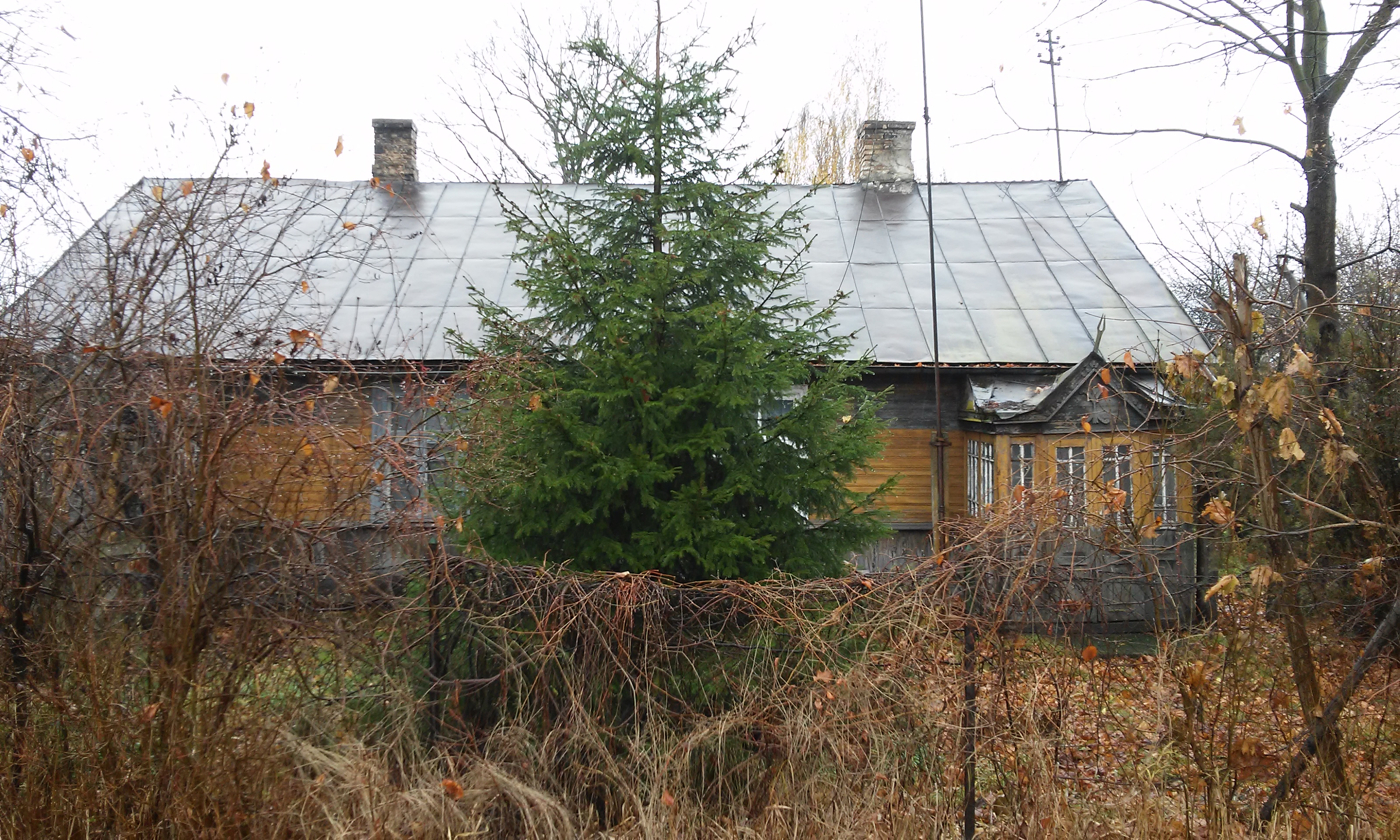
Drewniany budynek mieszkalny w Chotyłowie

Chotyłów – wieś w Polsce położona w województwie lubelskim, w powiecie bialskim, w gminie Piszczac. Leży nad rzeką Lutnią.
W latach 1975–1998 miejscowość położona była w województwie bialskopodlaskim.
Wieś jest sołectwem w gminie Piszczac. Według Narodowego Spisu Powszechnego z roku 2011 wieś liczyła 941 mieszkańców  i była drugą co do wielkości miejscowością gminy.

## Historia
Od XVIII wieku folwark należący do klucza kijowieckiego.
Słownik Geograficzny Królestwa Polskiego wskazuje Chotyłów jako folwark w powiecie bialskim, gminie Piszczac, parafii Piszczac. Pod koniec XIX wieku było w nim 13 domostw i 137 mieszkańców, a obszar liczył 1055 morg o położeniu płaskim z glebami pierwszej klasy. Od XIX wieku Chotyłów przejściowo posiadali: Antoni Nieprzecki, Jan Granatowicz, Erazm Mańkowski, Andrzej Ruttié, Jan Wernera, Ajzyk Czarny, zaś od 1905 r. – Józef Bosiacki.
29 maja 1943 roku oddział Gwardii Ludowej „Alka” – Jakuba Aleksandrowicza – opanował na pewien czas miejscowość.

## Zabytki
- Zabytkowa stacja kolejowa w stylu dworkowym z 1867 roku
- Murowany dom dróżnika z 1867 roku.

### Dworzec
We wsi znajduje się dworzec z 1867 r., gruntownie przebudowany w latach 20. XX w. (projektował Władysław Kwapiszewski), w tzw. stylu dworkowym. Murowany, otynkowany. Frontem zwrócony na północ. Na planie prostokąta, z węższymi dobudówkami po bokach. Parterowy, z mieszkalnym poddaszem. Elewacje siedmioosiowe, boczne trójosiowe, rozczłonkowane uproszczonymi pilastrami, zwieńczone uproszczonym belkowaniem; we frontowej trójboczny centralny ryzalit, mieszczący przedsionek. Okna zamknięte półkoliście. Dach wysoki, czterospadowy, łamany, z facjatkami w dolnej połaci, kryty blachą, nad przedsionkiem pagodowy.

### Dom dróżnika
Na zachód od dworca znajduje się dom dróżnika z ok. 1867 r. Murowany z cegły, otynkowany. Frontem zwrócony na północ, parterowy, siedmioosiowy. Elewacje boniowane na narożach, otwory prostokątne, w szerokich opaskach. Dach dwuspadowy, kryty blachą.

## Gospodarka
- przemysł wydobywczy (eksploatacja pokładów gliny) obecnie nie prowadzi się wydobycia
- przemysł spożywczy (hodowla ryb) sektor prywatny
- przemysł metalowy (odlewnia żeliwa) nie funkcjonuje
- przemysł materiałów budowlanych (produkcja cegieł, pustaków oraz obróbka kamienia) sektor prywatny
- przemysł drzewny (składnica drewna i tartak) nie funkcjonuje

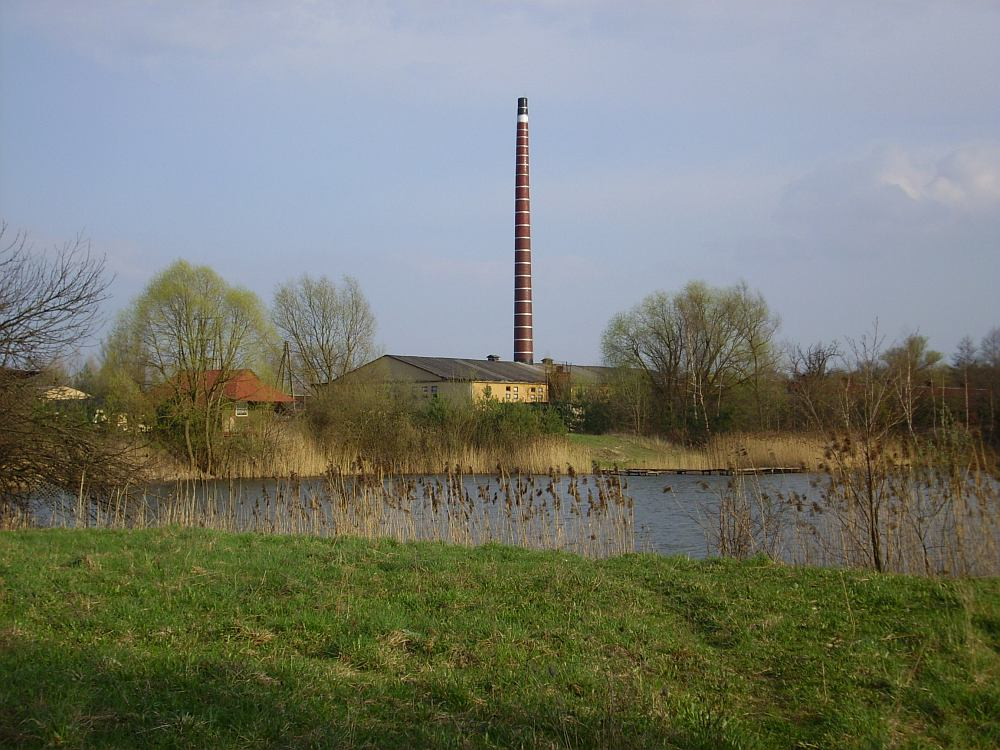
Chotyłowskie kubiki

## Transport
Chotyłów leży na trasie otwartej w 1867 roku linii kolejowej Warszawa – Brześć, będącej częścią szlaku Berlin – Warszawa – Moskwa. 5 km na północ od Chotyłowa przebiega trasa europejska E30 (droga krajowa nr 2).

## Turystyka
Główną atrakcją turystyczną Chotyłowa są sztuczne zbiorniki wodne tzw. kubiki. W sezonie letnim kubiki są częstym celem weekendowych wypadów mieszkańców Białej Podlaskiej i okolic.

## Oświata
W Chotyłowie funkcjonują trzy placówki oświatowe:
- Przedszkole Samorządowe
- Szkoła Podstawowa
- Gimnazjum Publiczne

## Religia
Wierni Kościoła rzymskokatolickiego należą do parafii Podwyższenia Krzyża Świętego w Piszczacu.

## Sport
We wsi działał powstały w 1972 roku klub piłkarski Lutnia Chotyłów, który pod koniec lat dziewięćdziesiątych został przemianowany na Lutnia Piszczac. Od roku 2009 funkcjonuje Fan Club AZS Podlasie Biała Podlaska. W Chotyłowie znajduje się siłownia z pełnym wyposażeniem (urządzenia do ćwiczeń siłowych, stoły pingpongowe, TV, bieżnie).

### Lutnia Chotyłów
Klub GLKS Lutnia, do roku 1998 LPKS (Ludowy Pożarniczy Klub Sportowy) Lutnia Chotyłów, powstał w 1972 roku. Jego założycielami byli: Marian Kapyś, Zofia i Józef Czapigowie oraz Stefan Mrozowski. Po śmierci Mariana Kapysia, pełniącego przez wiele lat funkcje prezesa klubu, corocznie rozgrywany jest memoriał jego imienia. Największym osiągnięciem piłkarzy z Chotyłowa były występy w bialskopodlasko – chełmskiej klasie międzywojewódzkiej w sezonie 1982/83.